# Rossella Fiamingo
Rossella Fiamingo (Catania, 14 luglio 1991) è una schermitrice italiana, specializzata nella spada.
Ai Giochi olimpici ha conquistato tre medaglie, una per metallo: a Rio 2016 ha vinto la medaglia d'argento, primo successo olimpico individuale nella storia della spada femminile italiana; ha ottenuto il bronzo a squadre a Tokyo 2020; nel 2024 ha conquistato l'oro a squadre ai giochi olimpici di Parigi 2024.
Si è laureata campionessa del mondo per due volte consecutive, nel 2014 a Kazan e nel 2015 a Mosca, terza spadista al mondo ad aggiudicarsi due titoli mondiali consecutivi. Nel 2022 ha vinto il bronzo individuale ai mondiali di Il Cairo.

## Biografia

### Vita privata
Diplomata in pianoforte al conservatorio e laureata in Dietistica all’Università degli Studi di Catania. Il 12 maggio 2023 ha conseguito il master universitario in "Nutrizione e Dietetica Applicata allo Sport" all’Università Politecnica delle Marche.
Dal 2021 ha una relazione sentimentale con il nuotatore Gregorio Paltrinieri.

### Carriera sportiva

#### Inizi e categorie giovanili
A sette anni diventa allieva del maestro Giovanni Sperlinga con la società "Methodos" di Sant'Agata li Battiati.
In ambito nazionale nelle categorie giovanili ha vinto un titolo italiano cadetti individuale nel 2007, due titoli italiani Under 20 nel 2009 e 2010 e due titoli italiani Under 23 nel 2009 e 2010.
Ha iniziato la sua carriera internazionale vincendo a Novi Sad nel 2007 il titolo europeo cadetti individuale e conquistando il titolo mondiale ad Acireale nel 2008. Nel 2009, nella categoria giovani, ha conquistato a Odense il suo primo titolo europeo individuale, bissato nel 2010 a Lobnya. Bronzo individuale agli europei Under 23 di Debrecen, vince a soli 19 anni il titolo europeo Under 23 a Danzica nel 2010. Nel settore giovanile ha inoltre conquistato, a squadre, l'oro agli europei cadetti di Rovigo nel 2008, l'argento agli Europei giovani di Amsterdam nel 2008 e l'oro agli europei giovani di Odense nel 2009 e l'oro agli europei giovani di Lobnya nel 2010, il bronzo ai campionati del mondo giovani di Amman nel 2011.
In ambito nazionale nella categoria assoluti ha vinto l'argento individuale ai campionati italiani assoluti di Livorno nel 2011, e conquista il titolo di campionessa italiana agli assoluti di Trieste del 2013, prima schermitrice donna siciliana a raggiungere questo obiettivo. A Catania nel 2014 bissa l'argento individuale e a Torino nel 2015 vince il suo secondo titolo italiano. Con la divisa del CS Carabinieri il 9 giugno 2017 vince il bronzo individuale nei campionati italiani assoluti di Gorizia e il 7 giugno 2018 l'oro individuale nella rassegna nazionale di Milano, conquistando così il suo terzo Tricolore individuale. Vincitrice della medaglia d'Argento ai Giochi della XXXI Olimpiade di Rio de Janeiro Olimpiadi di Rio, che è anche la prima medaglia olimpica individuale nella storia della spada femminile italiana. Conquista inoltre nel 2021 alle Olimpiadi di Tokyo anche il Bronzo nella Spada a squadre insieme alle spadiste Mara Navarria, Alberta Santuccio e Federica Isola. Vincitrice per due volte consecutive delle medaglie d'Oro nella Spada Individuale ai Mondiali di Scherma di Kazan 2014 e di Mosca 2015, doppietta riuscita solamente ad altre due atlete al mondo, nel 2022 al mondiale del Cairo vince la medaglia di bronzo nella Spada Individuale. Al Mondiale del Cairo 2022 vince la medaglia d'Argento nella gara a squadre di Spada femminile insieme alle spadiste Navarria, Santuccio e Isola.

#### 2011-2013
Nel luglio 2011 fa il suo esordio nella nazionale assoluta agli Europei di Sheffield dove riesce ad aggiudicarsi la finale ad otto, conquistando con questo risultato l'ingresso nella squadra che, ad ottobre, vince il bronzo a squadre ai Mondiali di Catania. Il 5 maggio 2012 a Rio de Janeiro vince la sua prima prova di Coppa del mondo; nello stesso anno colleziona anche altri due podi e una finale diventando la numero uno tra le atlete italiane.
Nel 2012 è la più giovane della delegazione di scherma che partecipa ai Giochi olimpici di Londra 2012. Qui raggiunge i quarti di finale dove viene sconfitta negli ultimi due secondi del minuto supplementare per 14-15 dalla cinese Sun Yujie. Insieme a Nathalie Moellhausen, Bianca Del Carretto e Mara Navarria chiude la gara a squadre al settimo posto.
Nel 2013, ai XVII Giochi del Mediterraneo di Mersina ha vinto la medaglia d'oro battendo in finale la tunisina Inès Boubakri.

#### 2014-2015: i due titoli mondiali consecutivi
Il 20 luglio 2014 si laurea campionessa del mondo ai campionati mondiali di Kazan' dopo aver sconfitto in finale per 15 a 11 Britta Heidemann, campionessa olimpica 2008 e vicecampionessa olimpica 2012, seconda italiana di sempre, dopo Laura Chiesa ad Atene nel 1994. Tre giorni dopo vince anche il bronzo nella gara a squadre della spada, insieme a Navarria, Del Carretto e Francesca Quondamcarlo; decisivo il suo ultimo assalto, vinto con il parziale di 15-6 contro l'ungherese Emese Szász.

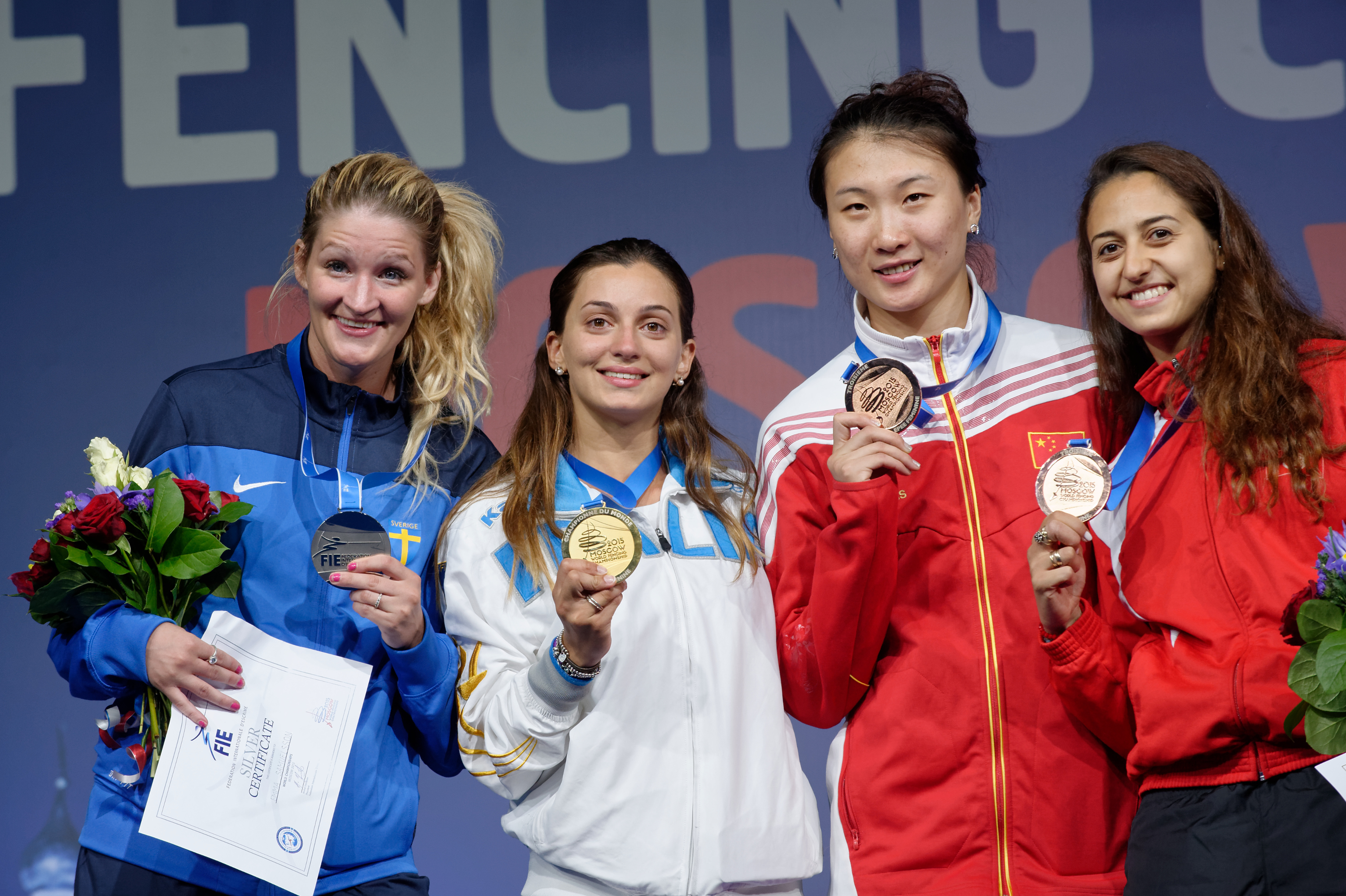
La Fiamingo (seconda da sinistra) con la medaglia d'oro ai mondiali del 2015

Agli Europei di Montreux 2015, vince la medaglia d'argento nella gara individuale e il bronzo in quella a squadre, il luglio successivo ai campionati mondiali di Mosca vince il suo secondo titolo consecutivo di campionessa del mondo dopo aver sconfitto nella finale iridata, per 15-5, la svedese Emma Samuelsson.
Diventa così la prima spadista italiana a vincere due mondiali nella spada femminile individuale e la terza spadista al mondo ad aggiudicarsi due titoli mondiali consecutivi dopo l'ungherese Mariann Horváth nel 1991 e 1992 e la francese Laura Flessel nel 1998 e nel 1999. La Fiamingo si aggiudica anche la Coppa del mondo, a 25 anni da Elisa Uga prima e fino ad allora unica italiana a riuscirci.

#### 2016-2021: le due medaglie olimpiche
Il 6 agosto 2016 vince l'argento ai Giochi olimpici di Rio de Janeiro in virtù della rimonta in semifinale contro la cinese Sun Yiwen: in svantaggio di 3 punti a 29 secondi dalla fine riesce a recuperare per poi vincere 12-11 alla priorità nel minuto supplementare, ottenendo dunque la qualificazione alla finale olimpica, dove però viene sconfitta dall'ungherese Emese Szász che si aggiudica l'oro. È la prima medaglia olimpica individuale nella storia della spada femminile italiana. Nel 2016 il Presidente della Repubblica le ha conferito l'onorificenza di "Cavaliere Ufficiale al merito della Repubblica italiana".
Il 26 marzo 2017 vince a Budapest il suo primo oro in un Grand Prix (e la sua prima gara di Coppa del Mondo dopo 5 anni) battendo 14 a 9 in finale la sud-coreana Choi In-jeong, mentre il 7 maggio nella Coppa del Mondo a Rio de Janeiro conquista l'oro a squadre.
La stagione successiva inizia con la partecipazione ai Mondiali militari di Acireale dove vince due medaglie di bronzo. La prima la conquista il 14 settembre nella prova individuale in virtù della raggiungimento delle semifinali, nella quale si arrende 15-9 alla russa Tat'jana Andrjušina; mentre l'altra arriva due giorni dopo sconfiggendo la selezione militare russa 41-35 nella finale per il terzo posto.
Il 22 giugno 2019 a Düsseldorf, battendo 45-38 la Francia insieme alle compagne nella finalina per il terzo posto, conquista la sua terza medaglia di bronzo a squadre agli Europei; mentre il successivo 21 luglio conquista ai mondiali di Budapest una medaglia iridata a squadre dopo cinque anni battendo l'Ucraina nella finale per il terzo posto con il punteggio di 45-36.
Ai Giochi della XXXII Olimpiade a Tokyo il 27 luglio 2021 nella prova individuale entra nella finale a otto e nella prova a squadre vince il bronzo insieme a Mara Navarria, Federica Isola e Alberta Santuccio.
Ai Giochi della XXXIII Olimpiade a Parigi il 30 luglio 2024 nella prova a squadre vince l'Oro insieme a Mara Navarria, Giulia Rizzi e Alberta Santuccio dopo che l'Italia ha superato al minuto Supplementare per 30-29 la Francia padrona di casa.

#### Dopo Tokyo 2020
Il 18 giugno 2022 vince la medaglia d'Argento agli Europei di Scherma ad Antalya nella spada individuale dopo aver perso per 15 a 11 la finale contro Vlada Kharkova. Il 21 giugno vince l'argento a squadre.
Il 18 luglio successivo vince la medaglia di bronzo individuale ai Mondiali del Cairo e, tre giorni dopo, perde la finale per l'oro contro la corea per 45 a 37 vincendo pertanto la medaglia d'argento.
Il 29 giugno 2023 ai III Giochi europei di Cracovia vince la medaglia di bronzo a squadre battendo la Svizzera per 37 a 33.
Ai mondiali di Milano nell'individuale entra nella finale a otto, perdendo alla priorità per l’accesso alla semifinale, e il 28 luglio successivo vince la medaglia d'argento a squadre, sempre insieme al quartetto olimpico di due anni prima ed iridato ed europeo dell'anno precedente, sconfitti dalla Polonia per 32 a 28. 
Il 21 giugno 2024, vince la medaglia d'oro agli Europei di Basilea insieme a Mara Navarria, Giulia Rizzi e Alberta Santuccio nella gara a squadre battendo in finale l’Ungheria per 38-31.
Il 30 luglio 2024, durante le Olimpiadi di Parigi, vince la medaglia d'oro nella prova a squadre femminile, insieme a Mara Navarria, Giulia Rizzi e Alberta Santuccio, dopo che l'Italia aveva superato per 30-29 la Francia al minuto supplementare. L’11 agosto 2024 è portabandiera della delegazione italiana durante la cerimonia di chiusura, insieme a Gregorio Paltrinieri.

## Palmarès

### Risultati élite
In carriera ha ottenuto i seguenti risultati:
Giochi olimpici
Individuale
- Argento nella spada a Rio de Janeiro 2016

A squadre
- Oro nella spada a Parigi 2024
- Bronzo nella spada a Tokyo 2020

Mondiali
Individuale
- Oro nella spada a Kazan' 2014
- Oro nella spada a Mosca 2015
- Bronzo nella spada a Il Cairo 2022

A squadre
- Argento nella spada a Il Cairo 2022
- Argento nella spada a Milano 2023
- Bronzo nella spada a Catania 2011
- Bronzo nella spada a Kazan' 2014
- Bronzo nella spada a Budapest 2019

Europei
Individuale
- Argento nella spada a Montreux 2015
- Argento nella spada ad Adalia 2022

A squadre
- Oro nella spada a Basilea 2024
- Argento nella spada ad Antalya 2022
- Bronzo nella spada a Strasburgo 2014
- Bronzo nella spada a Montreux 2015
- Bronzo nella spada a Düsseldorf 2019
- Bronzo nella spada a Genova 2025

Giochi europei
Individuale
A squadre
- Bronzo nella spada a Cracovia 2023

Mondiali militari
Individuale
- Bronzo nella spada ad Acireale 2017

A squadre
- Bronzo nella spada ad Acireale 2017

Giochi del Mediterraneo
Individuale
- Oro nella spada a Mersin 2013

A squadre
Coppa del Mondo
Individuale
- nella classifica generale della spada 2014-15
- 10 podi (2 primi posti; 3 secondi posti; 5 terzi posti)

A squadre
Campionati italiani assoluti
Individuale
- Oro nella spada a Trieste 2013
- Oro nella spada a Torino 2015
- Oro nella spada a Milano 2018
- Argento nella spada a Livorno 2011
- Argento nella spada a Acireale 2014
- Argento nella spada a Cassino 2021
- Bronzo nella spada a Gorizia 2017
- Bronzo nella spada ad Courmayeur 2022
- Bronzo nella spada a La Spezia 2023
- Bronzo nella spada a Cagliari 2024

A squadre
- Oro nella spada a Siracusa 2010
- Oro nella spada a Livorno 2011
- Oro nella spada a Bologna 2012
- Oro nella spada a Acireale 2014
- Argento nella spada a Torino 2015

### Risultati giovani
Mondiali giovani
Individuale
A squadre
- Bronzo nella spada nel Mar Morto 2011

Mondiali cadetti
Individuale
- Oro nella spada ad Acireale 2008

A squadre
Europei Under-23
Individuale
- Oro nella spada a Danzica 2010
- Bronzo nella spada a Debrecen 2009

A squadre
Europei giovani
Individuale
- Oro nella spada a Odense 2009
- Oro nella spada a Lobnja 2010

A squadre
- Oro nella spada a Odense 2009
- Oro nella spada a Lobnja 2010
- Argento nella spada ad Amsterdam 2008

Europei cadetti
Individuale
- Oro nella spada a Novi Sad 2007

A squadre
- Oro nella spada a Rovigo 2008

Campionati del mediterraneo giovani
Individuale
- Oro nella spada a Tunisi 2008

A squadre
- Oro nella spada a Tunisi 2008

Campionati del mediterraneo cadetti
Individuale
- Oro nella spada a Tunisi 2008

A squadre
- Oro nella spada a Tunisi 2008

Coppa del Mondo giovani
- 12 podi (5 primi posti; 1 secondo posto; 5 terzi posti)

Competizioni nazionali
- Campionati italiani under 23
  - 2 podi individuali (2 ori)
- Campionati italiani giovani
  - 2 podi individuali (2 ori)
- Campionati italiani cadetti
  - 2 podi individuali (1 oro, 1 argento)